# باغچه چیق
باغچه چیق یک روستا در ایران است که در دهستان سنجبد غربی واقع شده‌است. باغچه چیق ۵۷ نفر جمعیت دارد.